# Nican mopohua

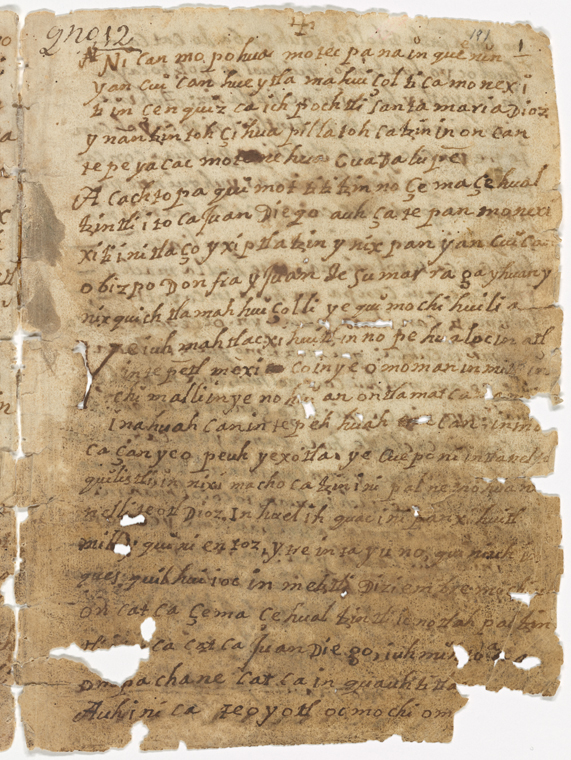
Imagen del Nican Mopohua Original

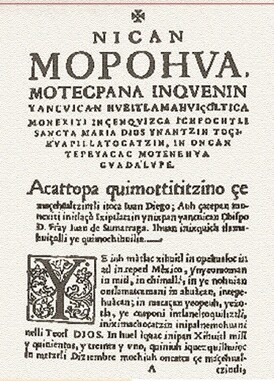
Primera página del Nican mopohua.

Nican Mopohua (del náhuatl: Nikan Mopowa ‘Aquí Se Narra’) es un relato en lengua náhuatl de las apariciones de la Virgen María en México, bajo la advocación de Guadalupe, que habrían tenido lugar en el cerro del Tepeyac, al norte de la actual Ciudad de México. El título proviene de las dos primeras palabras de la narración. 
Según el consenso académico, fue redactado en 1556, por Antonio Valeriano (1520-1605) quien dijo escucharlo del propio Juan Diego Cuauhtlatoatzin (1474-1548), quien había presenciado la aparición.  
Es, junto al códice Escalada de 1548, el documento más antiguo que menciona la aparición de la Virgen de Guadalupe. Se trata, además del primero de tres documentos acerca del mismo tema, a saber: el Nican Motecpana y el Nican Tlantica, los cuales, a su vez, están compendiados en el libro Huey Tlamahlzoltica.

## El documento
Una copia completa se encuentra en el Centro de Estudios de Historia de México Carso. El documento cuenta con 16 páginas, 12  capítulos y 218 versículos. Se puede dividir en las siguientes partes:
- El gran acontecimiento.
- Primera aparición.
- Entrevista de Juan Diego con el arzobispo Juan de Zumárraga.
- Segunda Aparición.
- Segunda entrevista con Zumárraga.
- Tercera aparición.
- Milagro de las flores.
- Cuarta aparición.
- La versión de Juan Diego.
- Quinta aparición.
- Inicio del culto.
- La conversión de México.[3]

En la primera página se puede leer lo siguiente: 
Nican Mopohua, motecpana, in quenin yancuican hueytlamahuizoltica monexiti in cenquizca ichpochtli Sancta Maria Dios Inantzin tocihuapillatoatzin, inoncan Tepeyac, motenehua Guadalupe. Acattopa quimottitilzino ce macehuatintli itoca Juan Diego; auh zantenpan monextli in Itlazoixiptlatzin in ixpan yancuican Obispo Don Fray Juan de Zumárraga. 
La traducción al español esː
Aquí se cuenta, se ordena, como hace poco, en forma por demás maravillosa, el amor de la perfecta virgen Santa María Madre de Dios, nuestra venerable señora Reina, la hizo visible allá en el Tepeyac, que se conoce como Guadalupe. En un principio se dignó dejarse ver de un indito de nombre Juan Diego. Y. al final. Su amor nos entregó su preciosa y amada imagen en la presencia del reciente Obispo Don Fray Juan de Zumárraga.
También se leeː

Quiero mucho y deseo vivamente que en este lugar me levanten mi ermita. En ella mostraré y daré a las gentes todo mi amor, mi compasión, mi ayuda y mi defensa. (Nican mopohua. Traducido del náhuatl al castellano por el presbítero Mario Rojas. Centro de Educación y Estudios Guadalupanos de Puebla. 1995)

La mayoría de las autoridades están de acuerdo en la datación de cuándo fue escrito, el año 1556. El historiador Edmundo O'Gorman opina que Antonio Valeriano escribió el Nican Mopohua en 1556. El historiador Miguel León Portilla acepta de la misma manera la hipótesis de Edmundo O'Gorman.Otra copia parcial muy antigua del manuscrito Nican Mopohua en 16 páginas, que data del año 1556, se puede encontrar también en la Biblioteca Pública de Nueva York que ha estado allí desde 1880.
El 12 de diciembre tuvo lugar la cuarta visita, en la cual la Virgen curó al tío de Juan Diego y le mandó recoger en su ayate bellísimas rosas fuera de temporada. La humilde tilma fue la revelación mística: colocada con decencia la Imagen, dio las gracias a Nuestro Señor y a su gloriosa Madre, narró Becerra Tanco. Zumárraga desató del cuello de Juan Diego la manta en que apareció la imagen de la Reina del Cielo y fue a ponerla en su oratorio. Estas todas son las noticias, que tengo, y esto dicho, lo que siento. Y todo lo sujeto à la correcion de nuestra santa Madre Iglesia Catholica, y à sus censores Apostólicos, concluye el bachiller en este texto publicado por la imprenta de la Viuda de Bernardo Calderón y que se encuentra en el Centro de Estudios de Historia de México -Carso· Fundación Carlos Slim.

## El Gran Acontecimiento

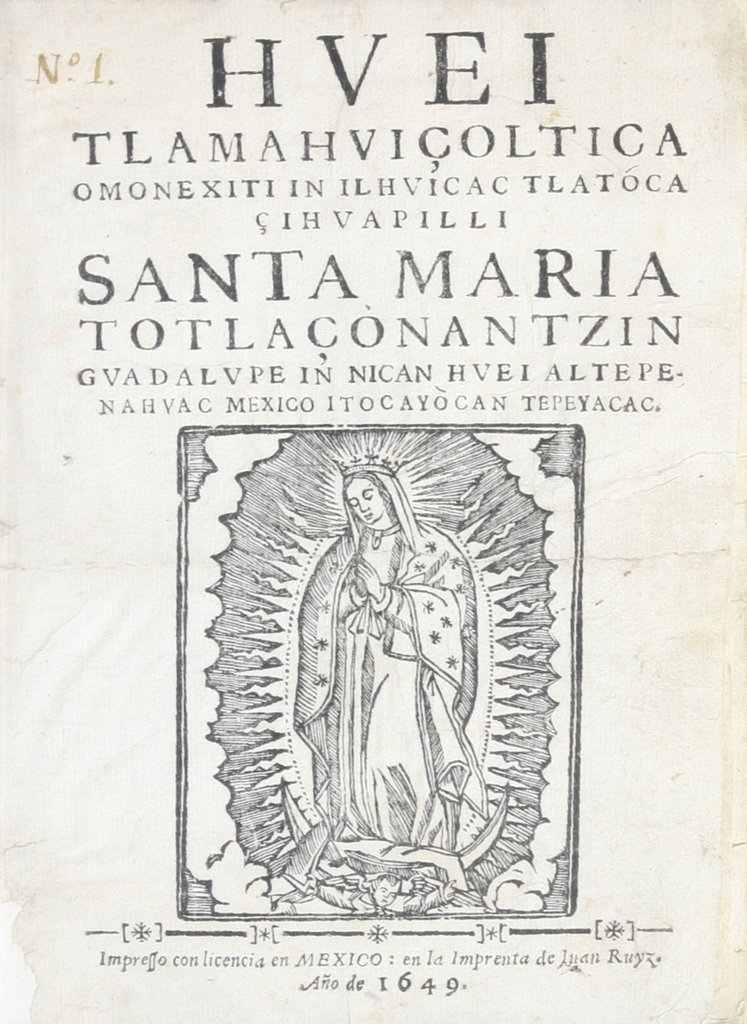
Frontispicio del Huei tlamahuiçoltica, que contiene entre sus páginas el Nican mopohua, en español, náhuatl y latín.

El Nican Mopohua fue tomado como base de un libro más amplio, que consta de 36 páginas, el Huei Tlamahuiçoltica o El Gran Acontecimiento, publicado en el año 1649 por el bachiller Luis Lasso de la Vega (1605-1660), a la sazón del vicario de la capilla del Tepeyac, mismo que contiene, entre otras cosas, el relato de las apariciones: Nican Mopohua de Antonio Valeriano, relato que, según Luis Lasso de la Vega, . Contiene también el Nican Motecpana de Fernando de Alva Ixtlilxóchitl, que enlista algunos milagros (concretamente 14). 
El título de esta obra en realidad es Huei tlamahuiçoltica omonexitì in ilhuicac tlàtòcaçihuapilli Santa Maria totlaçònantzin Guadalupe in nican huei altepenahuac Mexìco itocayòcan Tepeyacac -cuya traducción al español esː El gran acontecimiento con que se le apareció la Señora Reina del cielo Santa María, nuestra querida Madre de Guadalupe, aquí cerca de la Ciudad de México, en el lugar nombrado Tepeyac-. 
Uno de los pasajes descritos, es del año de 1629 cuando la Ciudad de México se obscureció bajo las sombras de una intensa tormenta que duró casi 36 horas. Los habitantes vieron este fenómeno como un castigo de la Providencia, luego de los excesos de los conquistadores; de esta manera, la urbe quedó completamente inundada. El refugio para las inclemencias eran los templos. Se acudió entonces a la Virgen de Guadalupe, quien incluso fue llevada desde su santuario en el Tepeyac hasta la Catedral Metropolitana.